# Panenský potok (přítok Ploučnice)
Panenský potok je vodní tok na severu Čech, pravý přítok Ploučnice. Jeho tok je dlouhý 28,8 km, začíná v okrese Liberec a končí soutokem s Ploučnicí v Mimoni ve východní části okresu Česká Lípa. Průměrný průtok u ústí v Mimoni dosahuje 1,10 m³/sec.

## Popis toku

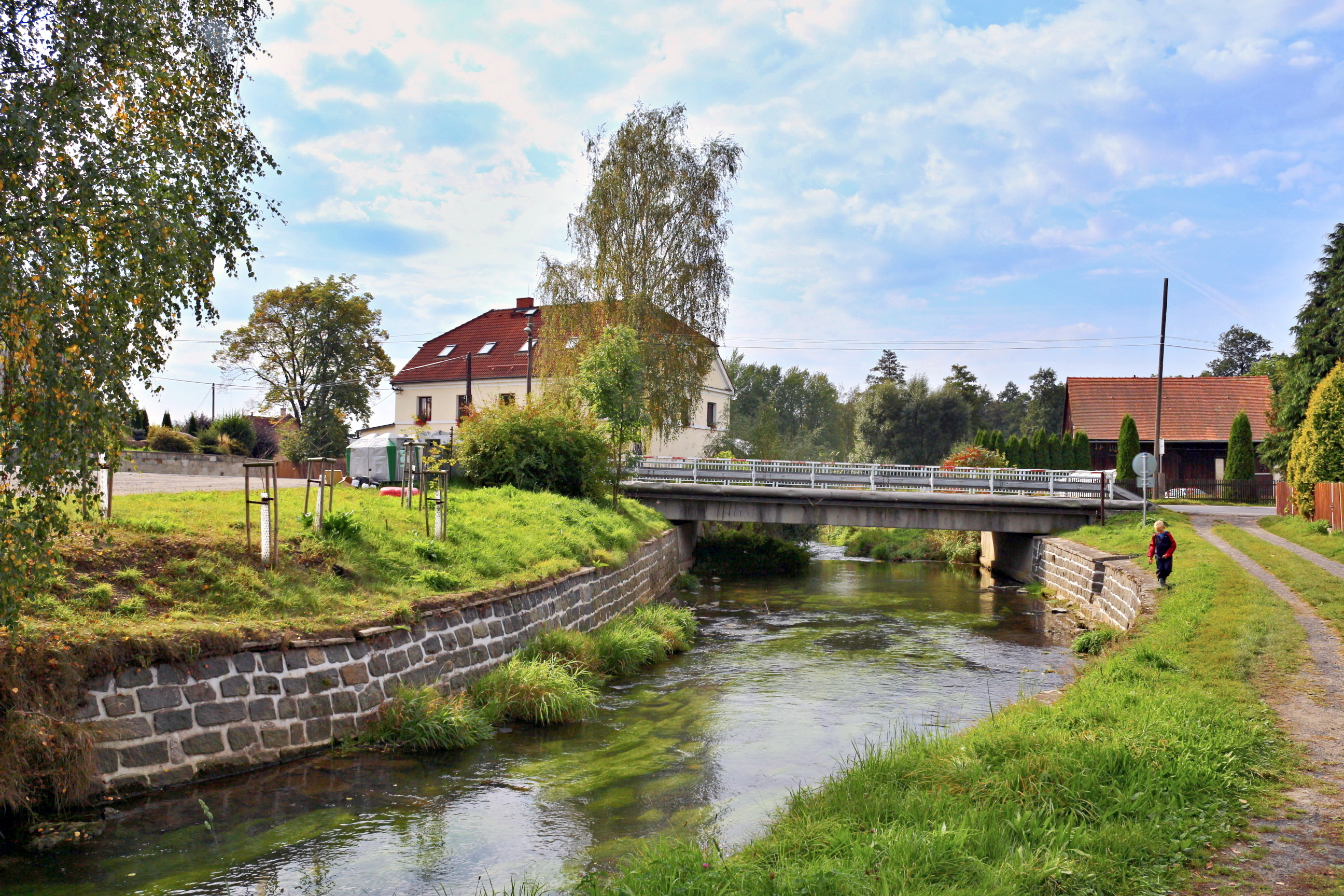
Panenský potok v Brništi

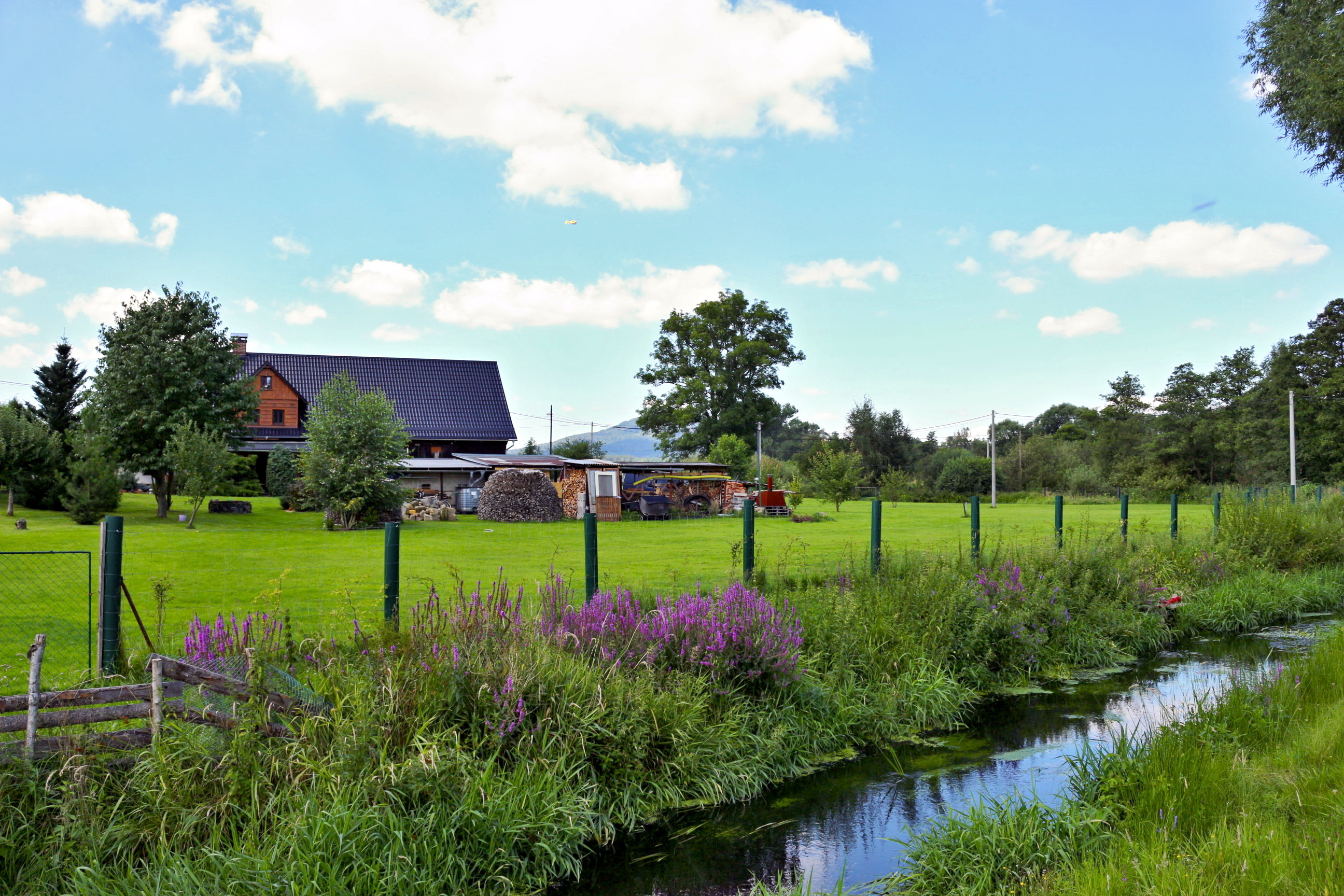
Panenský potok ve Velkém Valtinově

Pramení ve výšce 505 m n. m. východně od městečka Jablonné v Podještědí v okrese Liberec. Blízko prameniště je obec Jítrava. Z lesů na úbočí kopce Vápenný (790 m n. m.) teče na západ, později se v Zákupské pahorkatině u Lvové stáčí k jihu. Ústí zprava do Ploučnice v Mimoni u zámeckého parku ve výšce 273 m n. m. Plocha celého povodí je udána 133,2 km².
V roce 1984 byl označován jako pstruhová voda s čistotou vody II.–III. třídy. Hydrologická stanice byla v Pertolticích.
Na svém toku protéká řadou zajímavých míst: Lemberk, Rynoltice, Jablonné v Podještědí, Velký Valtinov a Mimoň. Napájí několik rybníků, u Lvové Dvorní a Pivovarský rybník, u Jablonného Markvartický rybník, v Brništi nevelký Brništský rybník. Ve Velkém Valtinově býval na toku potoka dnes již neexistující zámecký rybník. V prostoru mezi Rynolticemi a Jablonným v Podještědí vytváří přirozenou osu krajinné památkové zóny Lembersko.
Panenský potok se poměrně často rozvodňuje a pak působí mezi Brništěm a Mimoní velké škody. 

## Přítoky
- Kněžický potok (pravý), Jablonné v Podještědí - Markvartice
- Heřmanický potok (pravý), u zámku Nový Falkenburk v Jablonném v Podještědí
- Valcha (pravý), Velký Valtinov, Paseky
- Fibichův potok (levý), Velký Valtinov, místní část Tlustce
- Růžový potok (pravý), u osady Tlustecká (Velký Valtinov)

## Mlýny
Mlýny jsou seřazeny po směru toku potoka.
- Markvartický mlýn (Ke Studánce) – Markvartice, okres Liberec, kulturní památka
- Markvartický mlýn (Mlýnská) – Markvartice, okres Liberec, kulturní památka